# Thermes romains de Beyrouth
Les thermes de Beyrouth sont des thermes romains situés à Beyrouth au Liban.

## Localisation
Les thermes sont situés dans le centre-ville de Beyrouth, entre la rue des banques et la rue des Capucins. Les vestiges sont aujourd'hui entourés de bâtiments gouvernementaux. Le grand sérail de Beyrouth est situé à proximité.
Le complexe thermal a été construit sur le flanc d'une colline.

## Histoire
Les thermes romains sont d'anciens thermes romains situés à l'intérieur de la ville romaine de Béryte. Le site a été découvert en 1968-1969 et a subi d'importantes rénovations au milieu des années 1990,
.

### Antiquité
La colonie romaine de Béryte est la première fondée en Syrie. La cité devient « rapidement une petite Rome en Phénicie ». La ville se voit offerte des édifices prestigieux par des bienfaiteurs, tel Hérode le Grand ou ses descendants.
Hérode fait bâtir un bain-gymnase.
Béryte possédait pendant l’Antiquité quatre grands complexes de bains (thermes) dont le premier fut créé au début du premier siècle sous Auguste. Un réseau complexe de tuyaux et de canalisations de plomb ou d'argile acheminait l'eau des citernes extérieures aux thermes. D'autres villes du secteur sont dotés de thermes dès cette époque.
Le site des thermes a été occupé dès l'époque perse ; des céramiques ont été retrouvées dans les années 1930 dans le secteur.
Les bains romains étaient un lieu de rencontre pour tous les citoyens. Il y avait quatre grandes salles de bains. Le baigneur passait de bains tièdes à bains chauds, en passant par des pièces aux températures variables. Situé sous le plancher, le système de chauffage (hypocauste) permettait à l'air, réchauffé par les feux de bois des voûtes, de circuler entre des piliers. Un système en terre cuite dans les murs permettait à l'air de monter jusqu'au plafond.
L'eau de la chaudière alimentait les bassins couverts de marbre de la salle chaude (caldarium), et un grand bassin en pierre (labrum) contenait de l'eau fraîche à l'usage des baigneurs. Le bain  se terminait par un massage corporel. Les salles accueillaient également des spectacles.
Au IIe siècle, l'édifice se développe considérablement et adopte un plan impérial ; il fut probablement visité par l'empereur Hadrien. La ville tombe en disgrâce sous Septime Sévère, ayant pris partie pour Pescennius Niger. L'édifice avait adopté un plan impérial. Une basilique située à proximité était peut-être liée au complexe thermal. L'édifice est restauré au Ve siècle puis au VIe siècle.
Le tremblement de terre de Béryte  de 551 après J.-C. détruisit tous les édifices thermaux et toute la cité, le séisme ayant été accompagné par un raz-de-marée. Un bain existe cependant au temps des Omeyyades, jusqu'au IXe siècle.

### Le site aujourd’hui
Le site archéologique de l'un des bains a été préservé et est parfois utilisé comme espace de spectacle et de concert. Le site abrite également un jardin méditerranéen qui contient une variété de plantes médicinales.
Les vestiges mis au jour s'étendent sur 1 700 m2 pour une superficie estimée à 8 000 m2 à son apogée.

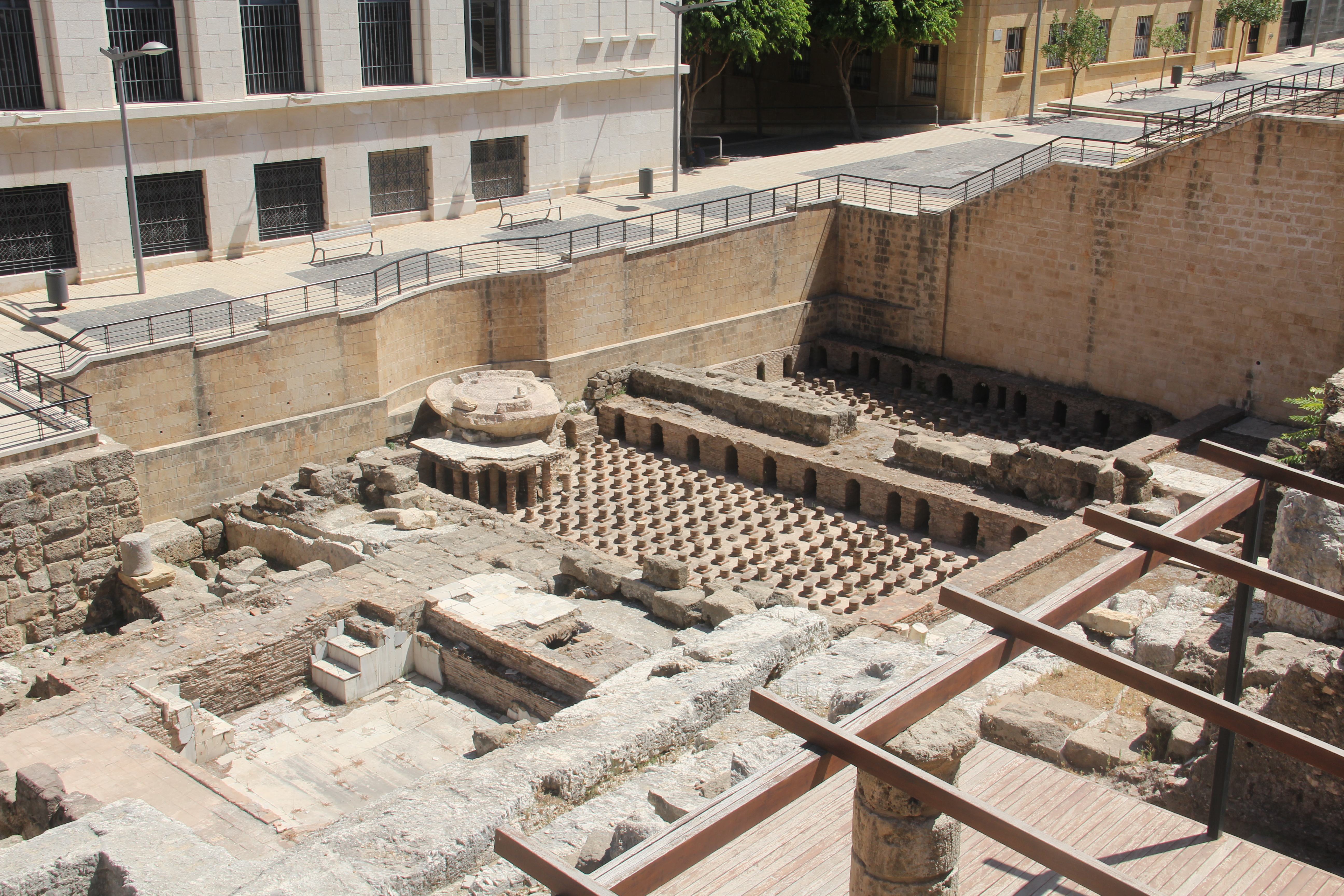
Vue générale
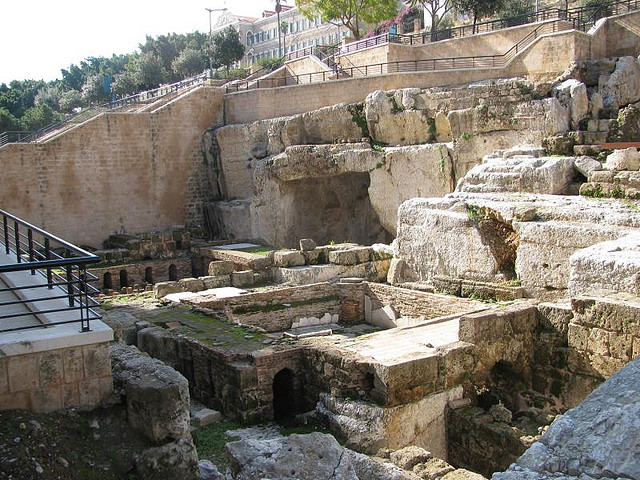
Vue générale et piscine, vasque
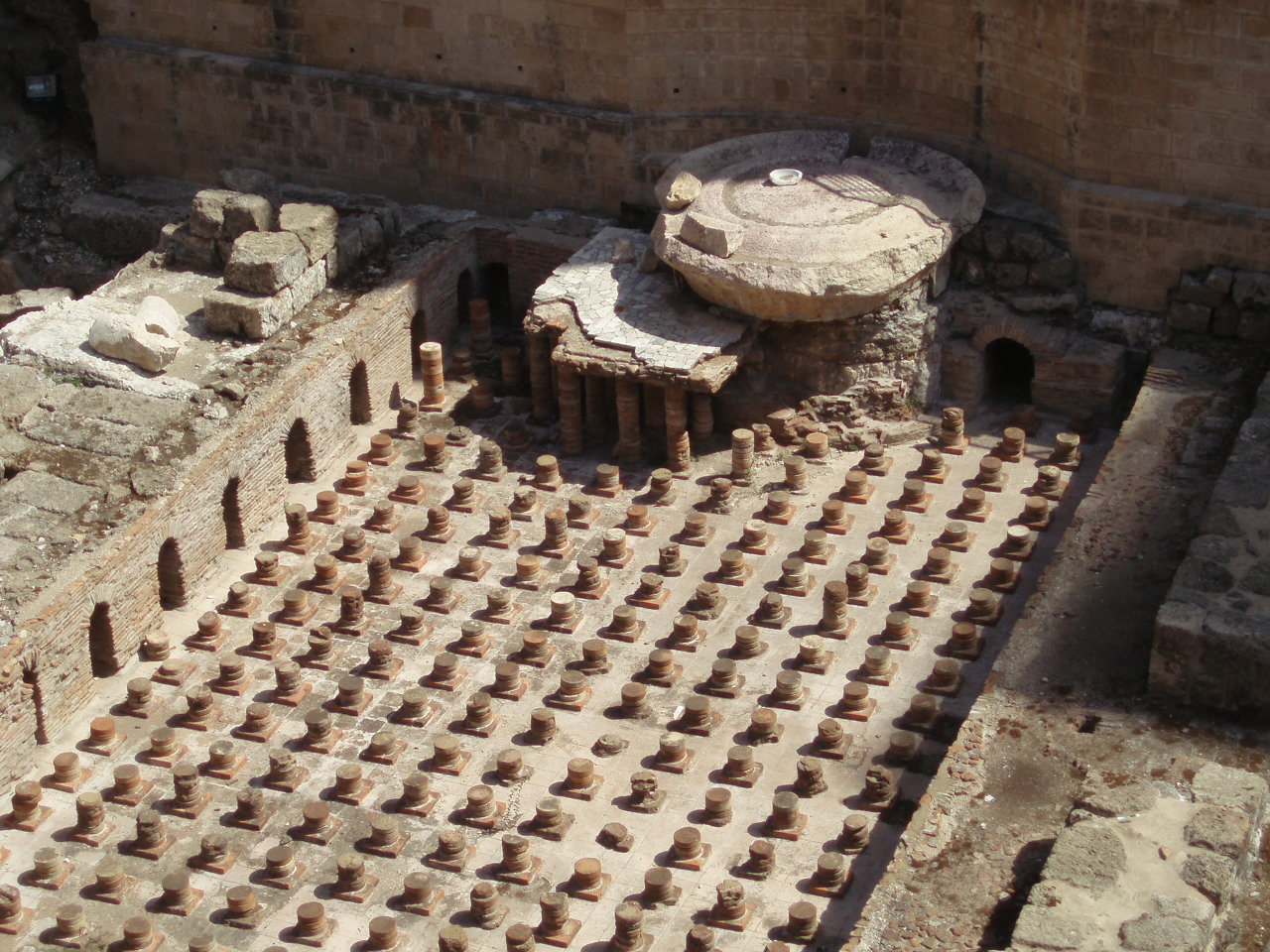
Hypocauste et bassin circulaire